# Ella dice
Ella dice è un singolo della cantante argentina Tini, pubblicato il 16 luglio 2020 dalla Hollywood Records. 

## Descrizione
Il brano, dalle sonorità reggaeton e latine, vede la partecipazione del rapper, anch'egli argentino, Khea.
Il videoclip è stato girato rispettivamente nelle case dei due artisti, a causa della pandemia COVID-19. Il video raggiunge un milione di visualizzazioni in sei ore e TINI diventa la prima artista argentina a vantare di questo record. Inoltre, il video si è posizionato al primo posto tra i video più visti su YouTube mondialmente. 

## Tracce
1. Ella dice (feat. Khea) – 2:41